# L-au clonat pe Tyrone
L-au clonat pe Tyrone (titlu original: They Cloned Tyrone) este un film american de comedie științifico-fantastică din 2023, regizat de Juel Taylor⁠(d), în debutul său regizoral, după un scenariu pe care l-a scris împreună cu Tony Rettenmaier. Rolurile principale au fost interpretate de actorii John Boyega, Teyonah Parris⁠(d) și Jamie Foxx (care este și producător) ca o echipă improbabilă care descoperă o conspirație guvernamentală de clonare. David Alan Grier⁠(d) și Kiefer Sutherland apar în rolurile secundare.
L-au clonat pe Tyrone a avut premiera la American Black Film Festival⁠(d) la 14 iunie 2023 și a avut o lansare limitată în cinematografe la 14 iulie 2023, înainte de difuzarea sa la 21 iulie 2023 de către Netflix. Filmul a primit recenzii pozitive din partea criticilor, cu laude deosebite îndreptate asupra umorului și a actorilor principali.

## Rezumat
Fontaine este un traficant de droguri într-o suburbie numită Glen. Mama lui stă închisă în camera ei toată ziua și vorbește rar cu Fontaine, iar el încă deplânge moartea fratelui său mai mic. Slick Charles, unul dintre clienții lui Fontaine, are o ceartă cu una dintre numeroasele sale prostituate, Yo-Yo. Fontaine se duce după Slick Charles care îi datorează bani lui  și o întâlnește pe Yo-Yo pe drum. Fontaine reușește să recupereze o parte din bani de la Slick, dar este apoi împușcat mortal de un traficant de droguri advers, numit Isaac, când pleacă.
În dimineața următoare, Slick este șocat când Fontaine apare din nou după bani, cumva viu și fără amintiri despre evenimentele din noaptea precedentă. Cei doi o găsesc Yo-Yo pentru a confirma afirmațiile lui Slick cu privire la moartea sa, ceea ce îl încurcă pe Fontaine. Își amintește că un bărbat, sângerând de la o împușcătură, a fost răpit de un SUV negru, care acum este parcată în fața unei case. Fontaine intră în casă pentru a investiga împreună cu Slick și Yo-Yo.
Ei descoperă un lift care duce la un laborator subteran. Înăuntru, un om de știință alb cu un aspect afro le spune că operațiunea s-a răspândit pe scară largă. Slick trage pe nas o substanță albă misterioasă despre care crede că este cocaină, dar ajunge să râdă și să-l omoare accidental pe omul de știință după ce Yo-Yo provoacă o mică explozie. Înainte de a pleca, cei trei descoperă un cadavru întins pe o masă, identic cu Fontaine.
A doua zi dimineață, Fontaine intră din nou în casă, doar pentru a descoperi că intrarea în laborator a dispărut. La un restaurant cu pui prăjit, mesenii sunt amețiți de râs, ceea ce îl face pe Slick să realizeze că puiul prăjit conține aceeași substanță pe care a consumat-o anterior. Yo-Yo îl seduce pe managerul restaurantului, care arată asemănător cu omul de știință ucis de Slick. Ea descoperă că întregul Glen este supravegheat și înregistrat. Ei descoperă că substanța este folosită și în băuturile din struguri și produsele pentru păr. Prin intermediul unor mesaje ascunse de la un bătrân alcoolic pe care Fontaine îl întâlnește zilnic, ei descoperă o biserică de afroamericani în care grupul devine neliniștit de versurile pe care enoriașii le cântă, ca urmare a influenței băuturii de struguri. După slujbă, grupul descoperă un lift în altar.
Ei descoperă că  laboratorul se întinde în întreaga zonă a cartierului Glen și sunt martori cum oamenii de culoare sunt supuși unor experimente comportamentale tulburătoare. Ei au descoperit că laboratorul are clone ale multor rezidenți din Glen, dar nu ale tuturor, inclusiv Fontaine și Slick Charles. Ei urmăresc oamenii de știință predominant albi, bărbați, controlând clonele prin cântece și stimulare vizuală. Ei ies printr-un club de striptease după ce Fontaine declanșează o alarmă. DJ-ul spală creierul clubului cu o melodie și apoi îi forțează să urmărească trio-ul. Un bărbat alb pe nume Nixon și o clonă Fontaine pe nume Chester apar pentru a opri vizitatorii clubului.
Nixon dezvăluie că oamenii de știință efectuează experimente pe populații sărace, predominant negre, inclusiv în Glen, pentru a permite operațiunii să treacă neobservată și se presupune a obține astfel pacea în America. Nixon folosește un cuvânt declanșator, determinând întreaga mulțime să-i urmeze comenzile, cu excepția lui Yo-Yo. Nixon îi spune lui Fontaine să-și bage un pistol în gură, ceea ce acesta face. Yo-Yo pledează pentru viața lui, iar Nixon folosește un alt cuvânt declanșator pentru a-i elibera din starea lor hipnotică. Întreaga mulțime a fost conștientă tot timpul, dar incapabilă să-și controleze acțiunile. În ciuda faptului că Yo-Yo a fost neafectată, Nixon încă amenință că va folosi din nou mulțimea asupra lor dacă nu își opresc investigația.
Fontaine cade într-o stare adâncă de disperare după ce a descoperit că mama lui, pe care nu o văzuse niciodată, era doar o voce pe un magnetofon. Yo-Yo decide să ia lucrurile în propriile mâini, dar își dezvăluie identitatea și este răpită de Nixon. Fontaine face un plan cu Slick și Isaac pentru a-o salva pe Yo-Yo, înscenând moartea lui pentru a se strecura în laborator nedetectat. Fontaine îi lasă pe Slick și Isaac să intre pentru a asalta laboratorul cu numeroși rezidenți din Glen. Ei eliberează oamenii de culoare pe care se experimentează, inclusiv clonele, în timp ce Yo-Yo se eliberează și îl găsește pe Slick.
Fontaine este bătut de Chester și dus la o versiune mai bătrână a lui Fontaine, care dezvăluie a fi Fontaine original. El explică că îi ajută pe oamenii de știință să creeze „pace” prin transformarea oamenilor de culoare în oameni albi, prin controlul minții și creștere generațională. Uciderea pe motive rasiale a fratelui mai mic al lui Fontaine de către un ofițer de poliție l-a determinat să înceapă să producă clonele. După ce bătrânul Fontaine susține că țara ar fi mai bună cu asimilare decât cu anihilare, Fontaine folosește cuvântul declanșator al lui Nixon pe Chester și îl pune să tragă mortal în original. Între timp, Yo-Yo îl împiedică pe Nixon să o omoare înainte ca Slick să-l împuște în cap.
Se deschide intrarea în biserică, din care ies clone goale în fața publicului și se expune astfel operațiunea secretă în fața țării. După ce Yo-Yo își anunță retragerea de la locul de muncă, trio-ul decide să se îndrepte spre Memphis, pentru a expune și mai mult și pentru a opri operațiunea.
Între timp, în Los Angeles, un bărbat pe nume Tyrone este identic cu Fontaine și trăiește același stil de viață ca și Fontaine. Cu prietenii săi, el urmărește cum apare la televizor una dintre clonele lui Fontaine.

## Distribuție
- John Boyega – Fontaine / Old Fontaine / Chester / Tyrone
- Teyonah Parris⁠(d) – Yo-Yo
- Jamie Foxx – Slick Charles
- Kiefer Sutherland – Nixon
- David Alan Grier⁠(d) – The Preacher
- J. Alphonse Nicholson – Isaac
- Tamberla Perry – Biddy
- Eric Robinson Jr. – Big Moss

## Producție
Dezvoltarea filmului a început în februarie 2019, când scenariul a fost ales din Lista neagră⁠(d) a scenariilor populare, dar neproduse. A fost conceput ca un omagiu „inflexibil de gen” adus filmelor Blaxploitation din anii 1970, prezentând elemente de satiră, mister, groază, science fiction și umor absurd.
În februarie 2019, a fost anunțat că Brian Tyree Henry era în negocieri pentru a juca în film, Taylor urmând să regizeze cu compania de producție MACRO Media. Mai târziu în acel an, în octombrie, John Boyega s-a alăturat distribuției, înlocuindu-l pe Henry în rolul principal, producția fiind așteptată să înceapă la începutul anului 2020 și Netflix urmând să fie distribuitorul. Jamie Foxx și Teyonah Parris s-au alăturat distribuției în septembrie 2020.
Filmările principale au început în noiembrie 2020, în Atlanta, Georgia. Filmările au avut loc la Blackhall Studios⁠(d) și s-au încheiat în aprilie 2021. Taylor a citat They Live, Groundhog Day, It Follows și Napoleon Dynamite drept influențe asupra filmului.